# Hrvatska na Zimskim paraolimpijskim igrama 2006.
Hrvatska je nastupila na Zimskim paraolimpijskim igrama u Torinu 2006. godine. Hrvatska je imala jednog sportaša koji je nastupio u skijanju.

## Popis hrvatskih natjecatelja
U Torinu 2006. nastupio je jedan hrvatski reprezentativac na Zimskim paraolimpijskim igrama:
- Zlatko Pesjak - alpsko skijanje